# Arizona love
Arizona love is het drieëntwintigste deel uit de stripreeks Blueberry van Jean-Michel Charlier (scenario) en Jean Giraud (tekeningen). Het album verscheen voor het eerst in het Nederlands in 1991 bij uitgeverij Big Balloon. Het album is daarna nog eens in 2002 bij uitgeverij Dargaud uitgebracht. Ook verscheen er een luxe hardcover editie in zwart/wit. Arizona love werd in 2019 samen met de delen Mister Blueberry, Schaduw over Tombstone en Geronimo de Apache integraal uitgegeven door Dargaud. Arizona love is het laatste album waarin Charlier het scenario schreef. Tijdens het maken van het album kwam hij te overlijden en voltooide Giraud zelfstandig het album. 

## Inhoud
Blueberry verstoort de bruiloft van Chihuahua Pearl en Duke Stanton door Chihuahua Pearl te kidnappen voor de huwelijksceremonie is voltooid. Achtervolgd door een posse geleid door Stanton en Traber, zoeken de twee hun toevlucht in een grot, waar ze de liefde bedrijven. Blueberry laat Chihuahua Pearl zien dat hij nu erg rijk is, waardoor ze met hem ervan door wil. Echter krijgen ze al spoedig ruzie over het geld en gaat Chihuahua ervan door met al het geld, $ 150.000. 

## Hoofdpersonen
- Blueberry, ex-cavalerieluitenant
- Chihuahua Pearl, voormalig variété artieste, geliefde van Blueberry
- Duke Stanton, rijke zakenman die Chihuahua Pearl wil trouwen
- Traber, moordenaar in dienst van Stanton